# Protaetia incerta
Protaetia incerta är en skalbaggsart som beskrevs av Mohnike 1873. Protaetia incerta ingår i släktet Protaetia och familjen Cetoniidae. Inga underarter finns listade i Catalogue of Life.